# River Calder (Ribble)
Der River Calder ist ein linker Zufluss des River Ribble in der Grafschaft Lancashire in England. Er entsteht südöstlich von Holme Chapel und fließt in nordwestlicher Richtung durch Walk Mill, um dann Burnley zu erreichen.

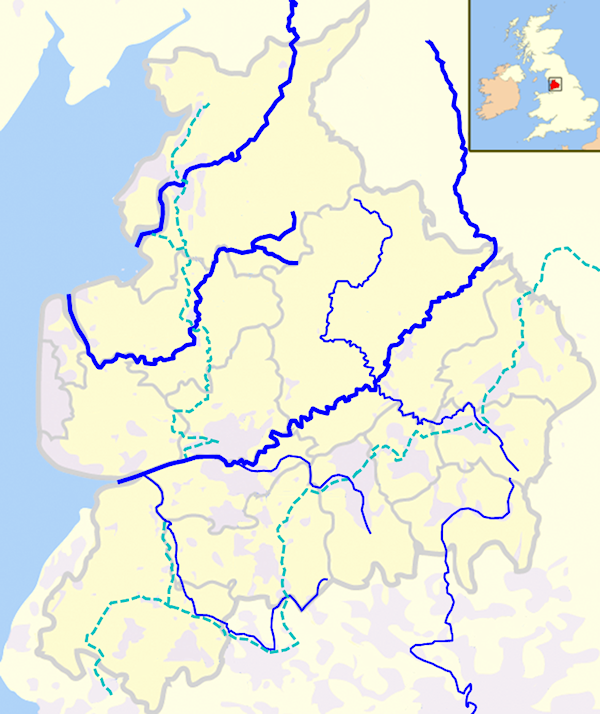
System der Flüsse in Lancashire

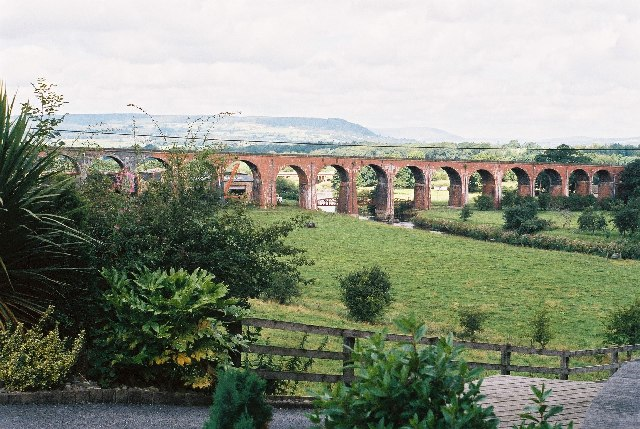
Der Whalley-Viadukt

Der Calder unterquert den Leeds and Liverpool Canal bei Burnley in einem Durchlass und durchquert in der Folge Padiham. Er fließt dann durch Altham und Whalley, wo ihn der Whalley Viaduct (1846–1850) quert, und berührt dann die Ruinen von Whalley Abbey. Die Mündung in den Ribble befindet sich bei Great Mitton.

## Einzugsgebiet
- Bushburn Brook
- Dean Brook
- Egg Syke Brook
- Rodger Hey Brook
- Sabden Brook
  - Badger Well Water
  - Wood House Brook
  - Cock Clough
- Clough Syke Brook
- Hyndburn Brook
  - Harwood Brook
    - Causeway Brook

  - Norden Brook
  - Spaw Brook
  - Shaw Brook
  - Bottom Syke
  - River Hyndburn
    - Church Brook
      - Accrington Brook
        - Woodnook Water
          - Warmden Brook
          - Tom Dale Clough

  - White Ash Brook
    - Wolfenden Syke
    - Lottice Brook

  - Tinker Brook
    - Whams Brook
    - Jackhouse Brook
      - Cocker Brook
        - White Syke

      - Cocker Lumb
- Syke Side Brook
  - Clough Brook
- Simonstone Brook
- Shorten Brook
- Dean Brook
  - Huntroyde Brook
- Castle Clough Brook
  - Castle Clough
- Green Brook
  - Shaw Brook
  - Sweet Clough
  - Hapton Clough
    - Thorny Bank Clough
    - Tower Brook

  - Habergham Clough
    - New Barn Clough
      - Helm Clough

    - Micklehurst Clough
      - Long Syke
- Whitaker Clough
  - Fir Trees Brook
    - West Close Clough
    - Acres Brook
- Moor Isles Clough
- Spurn Clough
- Pendle Water
  - Old Laund Clough
  - Edge End Brook
  - Walverden Water
    - Bradley Syke
    - Head Beck
      - Dobson Syke

    - Catlow Brook
      - Pighole Clough
      - Pathole Beck
      - New Laithe Clough
      - Float Bridge Beck
      - Swains Plat Clough

  - Colne Water
    - Swinden Clough
    - Wanless Water
      - Slipper Hill Clough
      - Houses Beck Moss
        - Moss Houses Beck

    - Guy Syke
    - Church Clough Brook
    - Trawden Brook
      - Beardshaw Beck
      - Round Hole Beck
      - Will Moor Clough

    - River Laneshaw
      - High Laith Beck
        - Sykes Beck
        - Shawhead Beck

      - Monkroyd Beck
      - Hullown Beck
      - Swamp Syke
      - Laneshaw Brook
        - Round Holes Beck
        - Cat Stone Clough

    - Wycoller Beck
      - Ratten Clough
      - Smithy Clough
        - Deep Clough Beck
        - Nan Hole Clough

      - Turnhole Clough
        - Butter Leach Clough
        - Stack Hill Clough

  - Blacko Water
    - Castor Gill
    - Claude’s Clough
    - Admergill Water
      - Wicken Clough
      - Greystone Clough
      - Sandyford Clough

  - White Hough Water
    - Dimpenley Clough
    - Bird Holme Clough
    - Barley Water
      - Deep Clough
      - Black Moss Water
        - Water Gate
        - Warth Beck

    - Ogden Clough
      - Boar Clough
      - White Slacks
      - Dry Clough
- Barden Clough
- River Brun
  - River Don
    - Walshaw Clough
    - Thursden Brook
      - Ell Clough
      - Black Clough
        - Hey Stacks Clough
        - Tom Groove

  - Swinden Water
    - Hell Clough

  - Hurstwood Brook
    - Smallshaw Clough

  - Rock Water
    - Cant Clough Beck
- Everage Clough
  - Hole House Clough
    - Buck Clough
- Dick Clough
- Easden Clough
- Black Clough
- Green Clough
  - Copy Clough
    - Shedden Clough